# Amblyrhiza inundata
Amblyrhiza inundata là một loài động vật có vú trong họ Heptaxodontidae, bộ Gặm nhấm. Loài này được Cope mô tả năm 1868.